# ソノシート (お笑いコンビ)
ソノシートは、日本のお笑いコンビ。K-PRO所属。スクールJCA13期出身。

## メンバー
佐々木 修（ささき おさむ、1982年3月9日（43歳） - ）
ボケ担当。
北海道北斗市出身、淑徳大学社会学部社会学科卒業。身長172 cm、体重56 kg。BWHはそれぞれ82・76・92。足の大きさ26.5 cm。血液型はA型。
趣味はバスケットボール観戦、特技はフリースロー（バスケットボール）。
英語検定準2級、漢字検定2級、テレビ検定3級の資格を所持している。
かつてはプロダクション人力舎に預かり所属で阿諏訪泰義（元・うしろシティ）とのコンビ「ワンスター」、スクールJCA18期出身で5期後輩にあたる桐沢崇（現在は引退）とコンビ「マーブルズ」を組んでいた。どちらのコンビも解散後、ピン芸人として活動していた時期がある。
ワンスター時代でもボケを担当し、コンビ名の決定は阿諏訪に委ねていた。ちなみにその由来は阿諏訪が普段から履いていた靴の名前。当時について、事務所の先輩だった飯塚悟志（東京03）にはリズム系のネタをやるよう勧められたこともある。

山之内 智（やまのうち さとる、1982年12月8日（42歳） - ）
ツッコミ担当。
鹿児島県西之表市種子島出身、鹿児島県立種子島実業高等学校工業化学科卒業。身長183 cm、体重68 kg。BWHはそれぞれ96・85・100。足の大きさ28 cm。血液型はA型。
趣味は音楽鑑賞（ローリング・ストーンズ、ビートルズ、ボブ・ディランなど）、掃除洗濯。特技はトイレットペーパーの三角折り、ティッシュBOXの四角折り。
普通自動車免許、2級ボイラー技士の資格を所持している。
相方・佐々木と同じく幾度の解散を経ており、ピン芸人だった時期もある。

## 来歴
度々のコンビ解散を経験してきたスクールJCA13期出身同士によるコンビ。
佐々木は大学の学園祭へ来ていた芸人を見るのを重ねていく内にかっこいいと考え、人生は一度きりだから好きなことをやるべきだと芸人の道を選んだ。
山之内は地元の高校を卒業後、就職し三重県内の工場へ配属された。その工場が閉鎖後は神奈川県内の工場へと転勤、貯金も溜まって「今の人生を変えたい」という思いが強くなり脱サラ。以前からやりたかったお笑いの世界に飛び込んだ。
2人は同期として知り合い、飲み仲間として仲こそ良かったもののすぐさまコンビを組むことはなく、各々が別でコンビあるいはピン芸人での活動を重ねた。現在のコンビ結成の経緯は、山之内が組んでいたコンビを解散して間もない頃にお互いサシで飲みながら山之内が佐々木を誘ったことから。養成所時代から山之内は佐々木のコンビでの実力を認めており、佐々木も山之内の発想に惹かれていたため自然と同期で組む流れとなった。
コンビ名は昔の録音盤・ソノシートで、山之内の知り合いであるバンドマンから名付けてもらったのが由来。佐々木はコンビ名について、響きが可愛くカラフルなイメージで気に入っているとのこと。

## 芸風
主にコントで、奇想天外な発想及び設定を持ち味とする。
M-1グランプリに出場し、漫才を披露したこともある。

## 出演

### テレビ
- そこにあるBUKIMI（テレビ埼玉）
- 水曜日のダウンタウン（TBSテレビ）※リモート出演[6]

### MV
- 銀杏BOYZ「骨」※エキストラ